# NGC 3273
NGC 3273 (również PGC 30992) – galaktyka soczewkowata (SB0), znajdująca się w gwiazdozbiorze Pompy. Odkrył ją John Herschel 3 maja 1834 roku.